# Acraea formosana
Acraea formosana är en fjärilsart som beskrevs av Hans Fruhstorfer 1917. Acraea formosana ingår i släktet Acraea och familjen praktfjärilar. Inga underarter finns listade i Catalogue of Life.